# Jean-François-César de Guilhermy
Jean-François-César de Guilhermy est un homme politique français né le 18 janvier 1761 à Castelnaudary (Aude) et décédé le 11 mai 1829 à Paris.
Issu d'une ancienne famille de robe, conseiller au présidial de Castelnaudary, il est lieutenant particulier en 1783 puis procureur du roi en 1784. Il est député du tiers état aux états généraux de 1789 pour la sénéchaussée de Castelnaudary. Il défend l'Ancien régime et émigre en Allemagne dès 1791, puis passe en Angleterre en 1803. Il ne rentre en France qu'en 1814 et devient maître des requêtes au Conseil d’État, puis intendant de la Guadeloupe. Il en est chassé pendant les Cent-Jours et est rappelé en France en 1816. Il est créé baron en 1819 puis entre à la Cour des Comptes comme conseiller maître en 1821. Il y devient président de chambre et dirige la commission d'indemnité des émigrés.

## Du serment du Jeu de paume à l’Émigration
Dès le mois de juin, il est favorable à une réunion des trois ordres, seule « moyen pour faire prévaloir le parti des modérés ». Sur les conseils du bailli de Flachslanden et dans un esprit de conciliation, il prête serment au Jeu de paume. Pourtant, il est ouvertement favorable au roi et lors de la séance royale du 23 juin 1789, il quitte la Chambre. Il fait partie de la députation qui est chargée de s'adresser aux Parisiens au lendemain de la prise de la Bastille, pour appeler à « une réconciliation du  souverain avec son peuple ». À l'Assemblée, il s'oppose à toutes formes d'innovations politiques et rejoint le parti des « aristocrates du Tiers » proche des « monarchiens ». Il est considéré comme un des rédacteurs des Actes des Apôtres, journal dirigé par Jean-Gabriel Peltier. Il est chargé par le duc d'Amont-Villequier de donner au roi un compte-rendu quotidien des séances de l'Assemblée au début de l'année 1790. Par la suite, son action politique vise surtout à freiner et à discréditer les travaux d'une assemblée dominée par Lameth et Barnave. Il refuse ainsi la proposition de la substitution du drapeau tricolore au drapeau blanc et, sur la proposition de Regnaud de Saint-Jean-d'Angély, est condamné aux arrêts pendant trois jours pour avoir été entendu par certains de ses collègues traiter Mirabeau de « scélérat » et d'« assassin ». En 1791 après la fuite à Varennes, il rejoint le club monarchique du comte de Bouville. Inquiet des débuts de la Législative, il émigre à Coblence le 17 octobre 1791, où il intègre la compagnie des gentilshommes à cheval du Languedoc. Il y est nommé conseiller du Régent. Inscrit sur la liste des émigrés, il gagne Cologne puis passe en Angleterre en décembre 1792. Jacques Antoine Marie de Cazalès l'accueille à Londres et lui ouvre les portes de la demeure d'Edmund Burke. En novembre 1793, il quitte l'Angleterre et gagne Gênes, mandé par le Régent pour former son conseil.

## Famille
Jean-François de Guilhermy est marié en premières noces, en 1781, avec Gabrielle Pétronille de Lacger (1751-1804) dont il a un fils, François Anne Clément de Guilhermy, né le 3 août 1782.
Après avoir émigré à Coblence, il a suivi le comte de Provence, futur Louis XVIII à Londres. Sa femme étant morte, il se remarie en 1806 avec Marie Mélanie Adélaïde Angélique Félicité de Lambertye (1782-1855) dont il a plusieurs enfants :
- Ferdinand-Marie-Nolasque baron Guilhermy (1808-1878). Ferdinand de Guilhermy est conseiller référendaire à la Cour des comptes et archéologue ;
- Amélie de Guilhermy (1810-1872) mariée à Louis Marie Adolphe de Raymond-Cahuzac (1804-1880) ;
- Henri de Guilhermy (1814-1899), capitaine de vaisseau ;
- Gustave Louis Marie Gonzalve de Guilhermy (1823-1908), colonel d'artillerie de marine, officier de la Légion d'honneur en 1867[2].

## Distinctions
- Chevalier de la Légion d'honneur, le 22 mars 1825[3]